# Bassecourt
Bassecourt (toponimo francese; in tedesco Altdorf, desueto) è una frazione di 3 492 abitanti del comune svizzero di Haute-Sorne, nel Canton Giura (distretto di Delémont).

## Storia

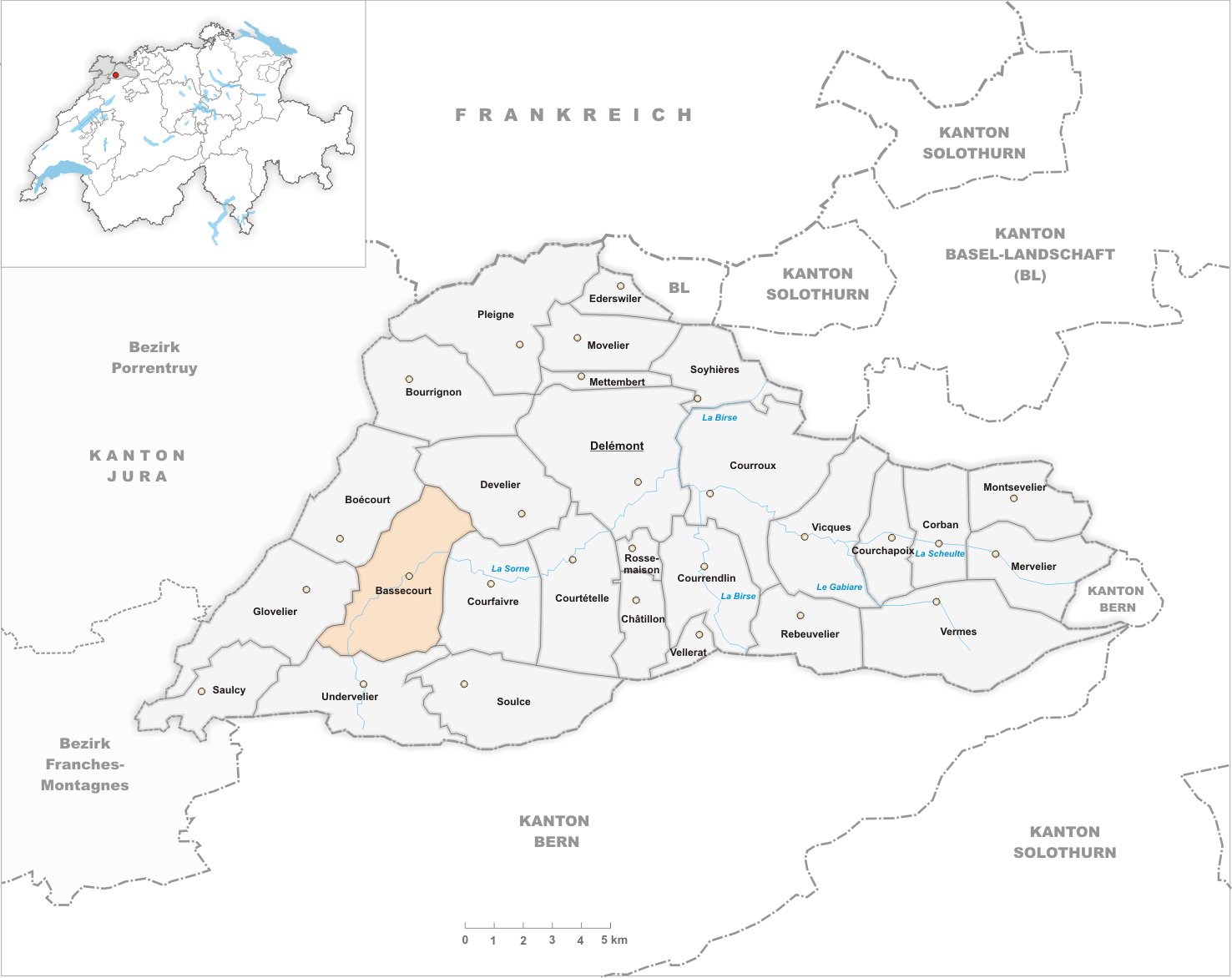
Il territorio del comune di Bassecourt prima degli accorpamenti comunali del 2013

Già comune autonomo che si estendeva per 15,57 km² e che comprendeva anche la frazione di Berlincourt, il 1º gennaio 2013 è stato accorpato agli altri comuni soppressi di Courfaivre, Glovelier, Soulce e Undervelier per formare il nuovo comune di Haute-Sorne, del quale Bassecourt è il capoluogo.

## Monumenti e luoghi d'interesse

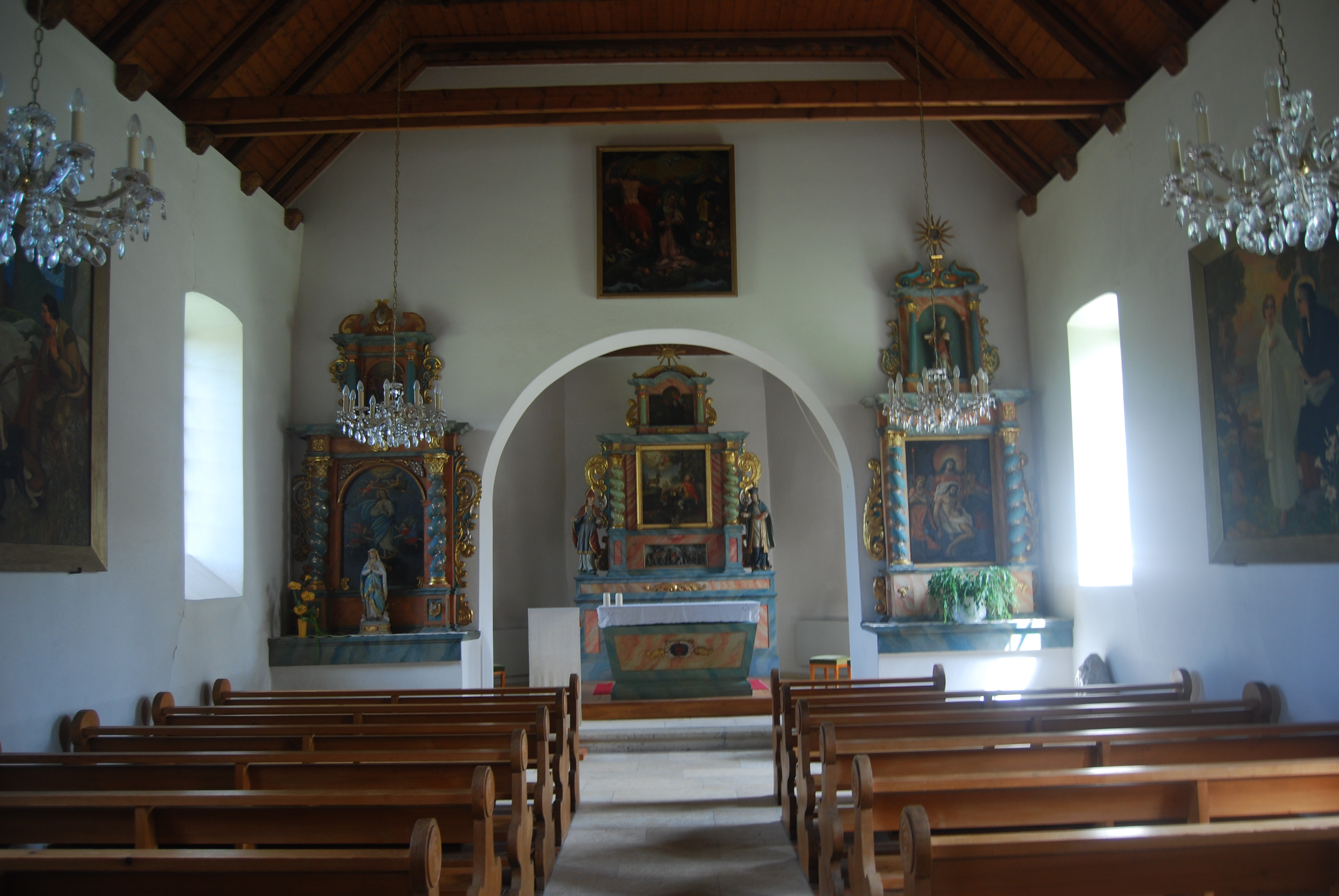
La cappella di Sant'Uberto

- Chiesa cattolica di San Pietro, attestata dal 1303 e ricostruita nel 1828[1];
- Cappella cattolica di Sant'Uberto, attestata dal XV secolo e ricostruita nel 1700 circa[1];
- Chiesa riformata, eretta nel 1945[1].

## Società

### Evoluzione demografica
L'evoluzione demografica è riportata nella seguente tabella:
Abitanti censiti

## Amministrazione
Dal 1853 comune politico e comune patriziale erano uniti nella forma del commune mixte.